# Rood schepje
Rood schepje was een kunstwerk in de Nederlandse plaats Apeldoorn. Het werd geplaatst in 2008 op de rotonde Arnhemseweg-Laan van Malkenschoten-Laan van Westenenk bij gelegenheid van de Triënnale in Apeldoorn.
De bedoeling was dat van de vijftig kunstwerken die werden geplaatst in het kader van de Triënnale er 24 in ieder geval behouden zouden worden. Dit kunstwerk werd echter in 2012 verwijderd toen de rotonde werd omgebouwd tot een met verkeerslichten geregelde kruising.